# Варзеа-де-Тревойнш
Варзеа-де-Тревойнш (порт. Várzea de Trevões)  —  район (фрегезия) в Португалии,  входит в округ Визеу. Является составной частью муниципалитета  Сан-Жуан-да-Пешкейра. По старому административному делению входил в провинцию Траз-уж-Монтиш и Алту-Дору. Входит в экономико-статистический  субрегион Доуру, который входит в Северный регион. Население составляет 237 человек на 2001 год. Занимает площадь 9,30 км².
Покровителем района считается Святой Дух (порт. Divino Espírito Santo). 